# Anilios robertsi
Anilios robertsi — вид змій родини сліпунів (Typhlopidae). Ендемік Австралії. Вид названий на честь австралійського натураліста Льюїса Робертса.

## Поширення і екологія
Anilios robertsi відомі за типовим зразком, зібраним на північному сході Квінсленду. Вони живуть в рідколіссях, де переважають Eucalyptus tereticornis, E. trachyphloia та E. acmenoides